# Miyama
Miyama (jap. みやま市 Miyama-shi) ist eine kreisfreie Stadt in der Präfektur Fukuoka in Japan.

## Geographie
Miyama liegt südlich von Fukuoka und Kurume, und nördlich von Kumamoto.

## Geschichte
Die Stadt wurde am 29. Januar 2007 durch die Vereinigung der Gemeinden Setaka und Yamakawa des Landkreises Yamato, sowie Takata des Landkreises Miike gegründet. Beide Landkreise wurden daraufhin aufgelöst.

## Verkehr
- Straßen:
  - Kyūshū-Autobahn
  - Nationalstraßen 208, 209, 443
- Eisenbahn:
  - JR Kagoshima-Hauptlinie: nach Kitakyūshū oder Kagoshima

## Söhne und Töchter der Stadt
- Makoto Koga (* 1940), Politiker
- Seiichi Ito (1890–1945), Admiral und Kriegsheld

## Weblinks

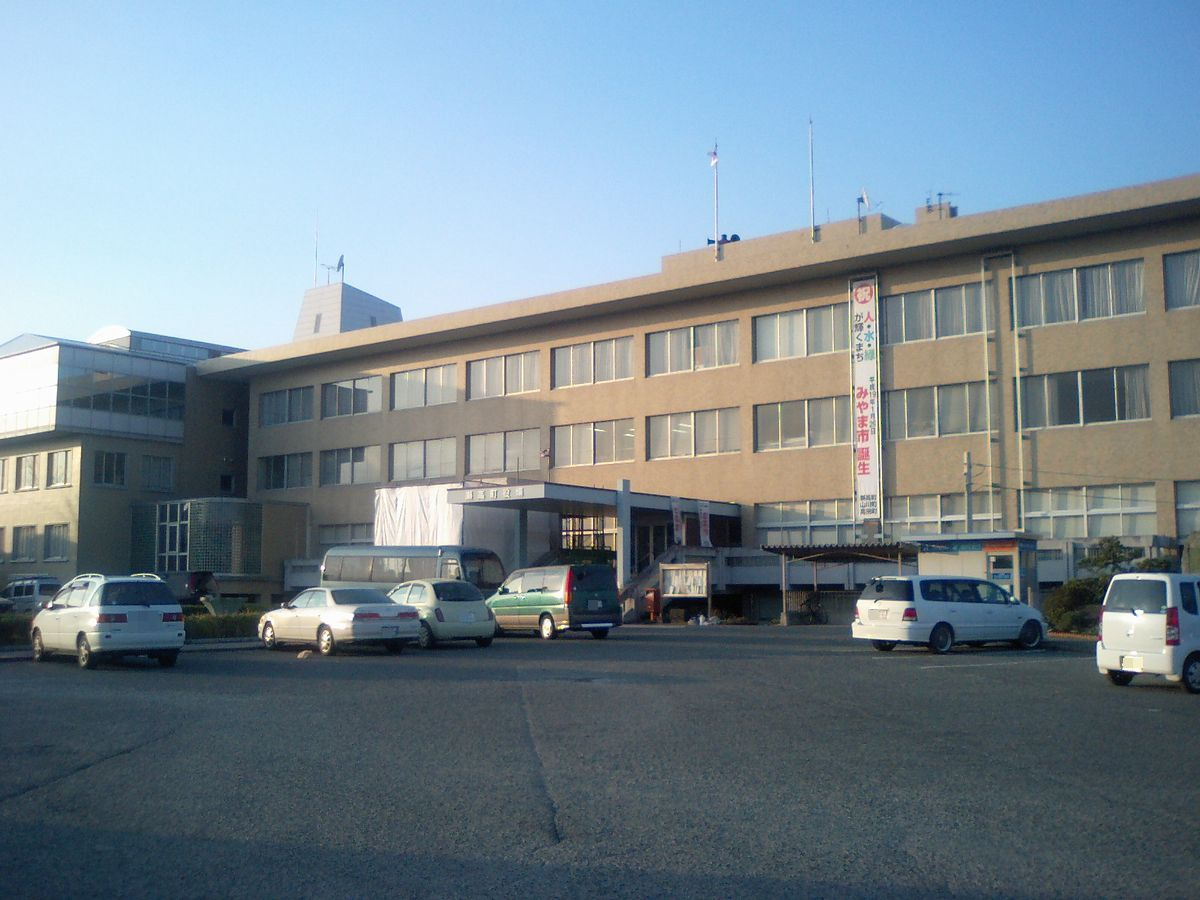
Rathaus von Miyama

## Angrenzende Städte und Gemeinden
- Präfektur Fukuoka
  - Ōmuta
  - Yanagawa
  - Yame
  - Chikugo
  - Tachibana
- Präfektur Kumamoto
  - Nankan
  - Nagomi